# Mpanjaka albovirida
Mpanjaka albovirida este o molie din familia Erebidae care se găsește în nordul Madagascarului.
Masculul are o anvergură a aripilor de 27 – 34  mm, iar lungimea aripilor din față este de 13 până la 15mm.

## Vezi și
- Listă de molii din Madagascar

## Legături externe
- en Baza de date a genului Lepidoptera la Muzeul de istorie naturală